# Là-bas (chanson)
Pour les articles homonymes, voir Là-bas.
Singles de Jean-Jacques Goldman et Sirima
Elle a fait un bébé toute seule
(1987) C'est ta chance
(1988)
Là-bas est une chanson du chanteur et auteur-compositeur Jean-Jacques Goldman, interprétée en duo avec la chanteuse britannique Sirima et parue sur son cinquième album studio Entre gris clair et gris foncé.
Le single, sorti en décembre 1987, est resté classé au Top 50 pendant 21 semaines où il s'est hissé à la 2e place durant quatre semaines consécutives en janvier 1988, ainsi que la semaine du 13 février 1988. Il s'est vendu à environ 600 000 exemplaires, ce qui lui a valu un disque d'or.

## Information
En 1987, Goldman a fini de composer la chanson et recherche une voix féminine pour finaliser l'enregistrement. Philippe Delettrez, ami du saxophoniste de Goldman, a découvert Sirima qui chantait dans un métro parisien. Il recommande à Goldman de la rencontrer. Après plusieurs répétitions en studio, Goldman décide finalement d'enregistrer le duo avec elle.

## Paroles et musique
Cette chanson, composée par Jean-Jacques Goldman, traite « le besoin d'évasion et le dilemme entre un renouveau vital et la perte des siens ». Alors que Goldman veut partir pour commencer une vie plus fructueuse, Sirima, qui personnifie « la stabilité, l'enracinement et l'habitude », le supplie de rester avec elle et de fonder une famille. La chanson se présente comme un dialogue entre lui et elle ; elle se termine en deux monologues dans lesquels « l'un est décidé, alors que l'autre continue de supplier ».
La chanson a également été enregistrée sous le nom de Over There afin de se faire connaître dans les pays anglophones. Sur Radio Canada, la chanson a été élue Meilleure Chanson Francophone de l'Année grâce aux votes des auditeurs.
Dans une interview, Goldman a expliqué qu'il a fait une référence à la chanson en utilisant une de ses phrases dans la chanson On ira, sortie en 1997 et extrait de l'album En passant.

## Succès
La chanson s'est classée no 2 au Top 50. Elle n'a pas réussi à détrôner Étienne de Guesch Patti, ni Boys (Summertime Love) de Sabrina, qui étaient tour à tour no 1. Elle s'est vendue au total à 600 000 exemplaires et a été certifiée disque d'or par la SNEP.

## Interprétation après la mort de Sirima
En concert, Jean-Jacques Goldman n'a jamais interprété le titre seul. Depuis la mort tragique de Sirima, il laisse le public chanter ses paroles en son hommage[réf. nécessaire].
A noter cependant, que durant la tournée Entre gris clair et gris foncé en 1988, Joniece Jamison assurait le duo avec Jean-Jacques Goldman sur scène, sur de nombreuses dates en France, et notamment sur les concerts parisiens.
Lors d'un concert des Enfoirés, il interprète le titre avec Céline Dion, seule artiste avec laquelle il chante ce duo depuis la mort de Sirima.

## Formats et liste des titres
- Édition vinyle

1. Là-bas - 4:46
2. À quoi tu sers ? - 5:29

- Édition maxi

1. Là-bas (version longue) - 6:08
2. À quoi tu sers ? - 5:29

- Édition CD single

1. Là-bas - 4:46
2. À quoi tu sers ? - 5:29
3. Entre gris clair et gris foncé - 7:19

## Classements et certifications
| Classement (1987-88)          | Meilleure position |
| ----------------------------- | ------------------ |
| Europe (European Hot 100)     | 6                  |
| France (SNEP)                 | 2                  |
| France (Radios périphériques) | 1                  |
| France (Radios FM)            | 3                  |
| Québec (Palmarès francophone) | 4                  |

| Classement (1988)         | Position |
| ------------------------- | -------- |
| Europe (European Hot 100) | 56       |
| France (SNEP)             | 10       |

### Certification
| Pays                                                             | Certification | Ventes certifiées |
| ---------------------------------------------------------------- | ------------- | ----------------- |
| France (SNEP)                                                    | Or            | 500 000*          |
| *Ventes selon la certification xNon précisé par la certification |               |                   |

## Reprises
La chanson sera reprise par beaucoup d'artistes durant les années qui suivent. On peut citer entre autres...
- 1992: Fredericks Goldman Jones en live (disponible sur l'album live du trio Sur scène)
- 1996: Michel Delpech, Les Enfoirés (duo comprenant lui-même avec Céline Dion, disponible sur l'album Les Enfoirés la compil'
- 1998: Murray Head et Lio, Corey Hart et Julie Masse sur l'album Jade de Hart
- 2000: Renaud Hantson et Nourith, Michel Leclerc (version instrumentale), Hélène Ségara et Bruno Pelletier (Tapis Rouge à Notre-Dame de Paris, émission diffusée sur France 2 le 15 avril 2000)
- 2002: Florent Pagny et Natasha St-Pier (disponible sur l'album De l'amour le mieux de Natasha St-Pier, ainsi que 2 de Florent Pagny), Daniel Lévi et Cécilia Cara (Tubes d'un jour, tubes de toujours, émission diffusée le 27 décembre 2002 sur TF1)
- 2003: Philippe Heuveline et Marc Rouvé
- 2004: Humana, Prise 2 Son (album Un autre monde)
- 2007: Grégory Lemarchal (disponible sur son album posthume La voix d'un ange)
- 2012: Baptiste Giabiconi et Marie-Mai (sur l'album Génération Goldman)
- 2013: Jessen et Sita Vermeulen (sur l'album Encore)
- 2015: Zazie et Lilian Renaud (The Voice, la plus belle voix, saison 4, émission diffusée le 25 avril 2015 sur TF1)